# Qin (Changzhi)
Qin (en chino, 沁; pinyin, Qìn) es un condado  bajo la administración directa de la Prefectura Changzhi en la Provincia de Shanxi, República Popular China.  Su área es de 1319 km² y su población total para 2010 superó los 170 mil habitantes.

## Administración
Desde julio de 2020, el  Condado Qin se divide en 13 pueblos que se administran en 6 poblados y 7 villas.

## Toponimia
El topónimo Qin [/Chin/] aparece durante la dinastía Sui (596), el nombre lo toma directamente del río Qin (沁水  'infiltrarse'), el río más grande del territorio. Según el "Diccionario de atracciones turísticas de Shanxi" se llama así porque fluye a través de varios lugares, lo que parece que se "infiltra" .